# Feace (architetto)

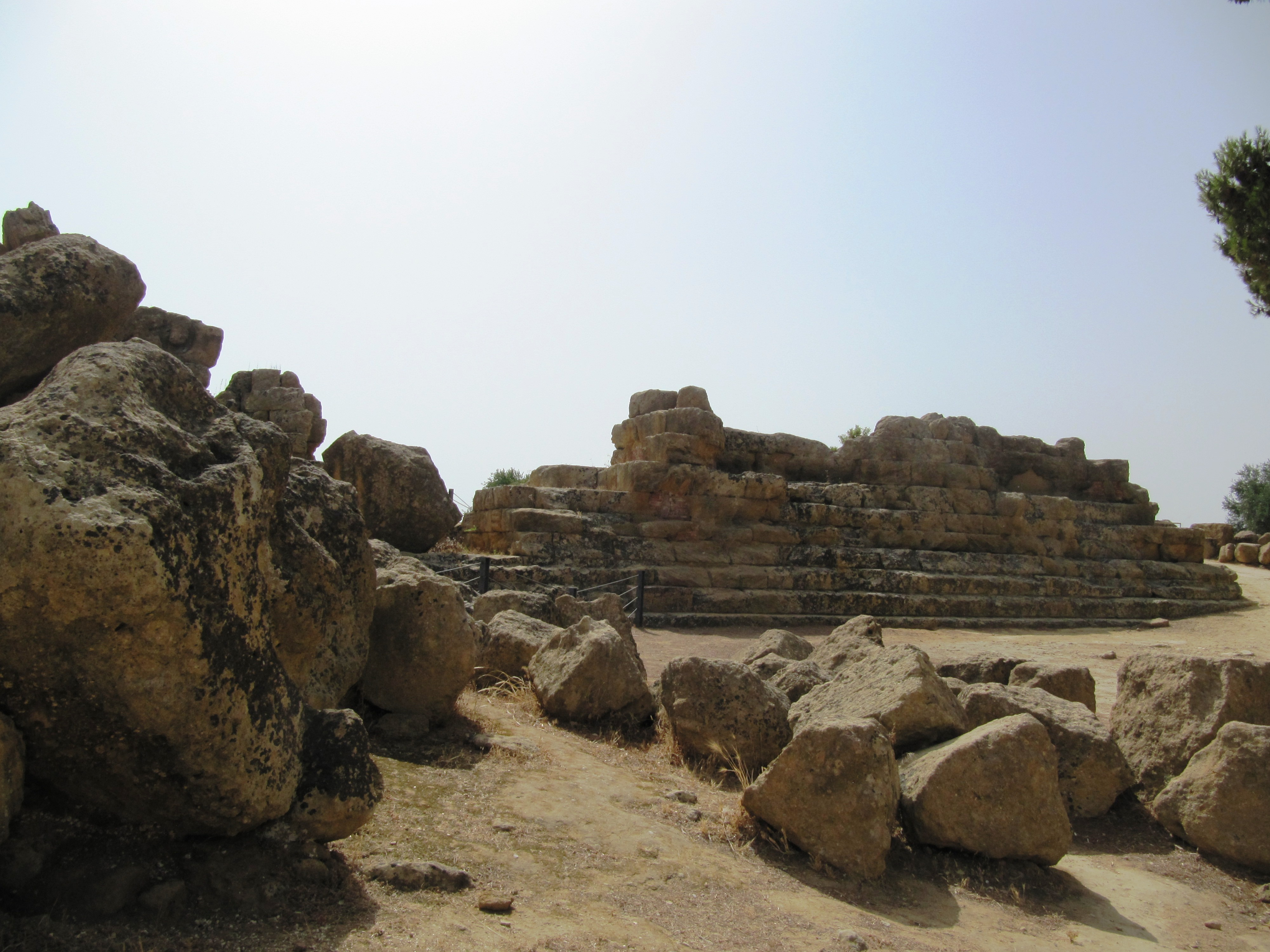
Tempio a Giove Olimpio (o di Zeus) ad Agrigento

Feace (in greco antico: Φαίαξ?, Phaeāx; V secolo a.C.) è stato un architetto greco antico, attivo ad Agrigento.

## Biografia
Feace, secondo lo storico Diodoro Siculo, fu il primo architetto a inventare e a introdurre acquedotti, da lui chiamati « feaci » (da non confondere con i navigatori omonimi dell'Antica Grecia) per l'espurgo della città. I lavori di edificazione, costituiti da canali sotterranei, furono eseguiti con la manodopera di prigionieri cartaginesi (Brunn, 1889) – donati al tiranno girgentano Terone di Akragas dal siracusano Gelone –, catturati dai soldati sicelioti dopo la vittoria della battaglia di Imera nel 480 a.C..
Dal Settecento gli vengono attribuite (Milizia, 1785) opere d'arte uniche – che richiamano tuttora l'interesse di storici e di turisti –, come il Tempio a Giove Olimpio, ad Akragas (Agrigento) (Politi, 1819).
Altri studiosi, come Schubring (1887), assicurano che Feace sia stato anche l'architetto dell'antica Kolymbethra (« Colimbètra »), ovvero la grande pescheria di Agrigento – « un lago artefatto » per Diodoro – che aveva una dimensione di 7 stadi di circuito e di 20 cubiti (o "braccia") di altezza, in cui, facendo confluire grandi quantità di acqua dalle fonti vicine oppure dai fiumi, si formava un « vivaio di pesci », nonché opera « utile e piacevole da ammirare ».
La nota storico-letteraria a cui più di tutti deve certamente la sua notorietà resta la costruzione degli acquedotti fognari e che rappresentano, visto l'epoca dei fatti, simbolo di salubrità e di igiene pubblica. Gli acquedotti feaci, costruiti "a regola d'arte", vengono considerati a tutt'oggi « perfetti ».

## Dubbi sulla sua identità
Agli inizi del Novecento lo studioso Biagio Pace (1938) ha accolto l'ipotesi di Julius Schubring (1887) che le escavazioni feaci non siano riconducibili a un Feace in carne e ossa, ma che piuttosto sia stato immaginato un architetto Feace dal nome degli acquedotti Feaci, e che tale nome sia da mettere in relazione con la parola greca φατός, cioè "oscuro".